# جبل إسكندر

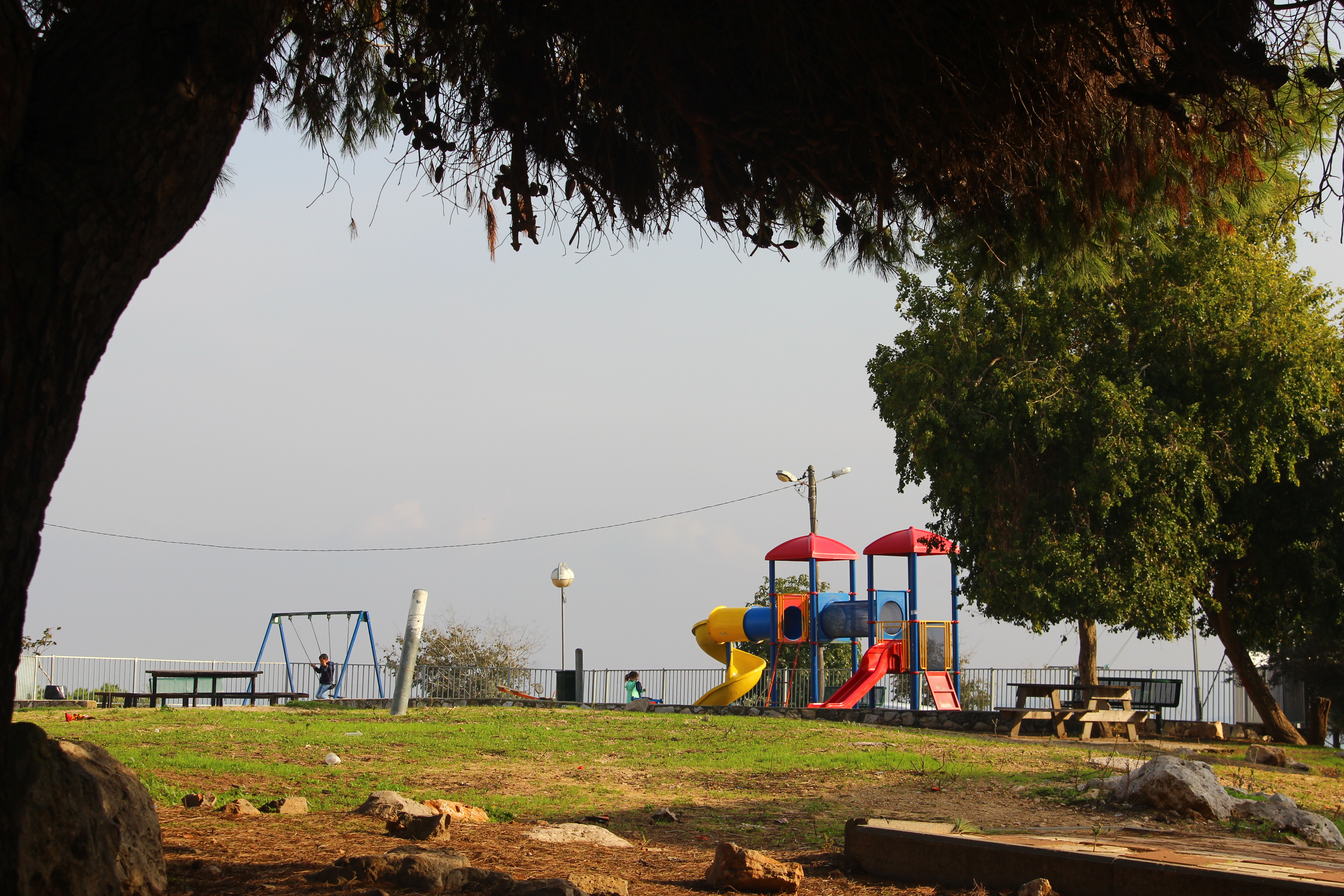
مُتنزَّه إسكندر.

جبل إسكندر (بالعبرية: הר אלכסנדר) هو أحد جبال فلسطين يقع تحديدًا في مدينة أم الفحم، يصل ارتفاعه إلى ما يُقارب 520 مترًا فوق سطح البحر، وبهذا فهو يُشكِّل أعلى قمَّة في منطقة المثلث وأعلى قمَّة من قمم جبال نابلس المُحيطة بمرج بن عامر، وهو بالتالي يُشرف على مناطق واسعة الأرجاء ومُمتدة المسافات سواءً كان ذلك في مرج بن عامر أو جبال نابلس ومناطق وقرى الضفة الغربية أو جبل الكرمل وحتى الشاطئ عند قيسارية، مما كان له الأثر والدور الأساسيّ والتاريخيّ والعسكريّ لهذه المنطقة. ومن أبرز معالمه المقام والذي يُعرف باسم «مقام الشيخ إسكندر». وقد شهد هذا الجبل في كانون الثاني من عام 1938م معركة مشهورة امتدت حتى قرية اليامون بين الثوّار الفلسطينيين وسُلطات الإنتداب البريطاني وقد استخدمت فيها القوات البريطانية الدبابات والطائرات واستشهد فيها 15 مُجاهدًا.

## مواضيع ذات صلة
- مدينة أم الفحم.
- جبال أم الفحم.

## وصلات خارجية
- جبل إسكندر، موقع صالة العرض للفنون - أم الفحم.